# Trevor Brooking
Sir Trevor David Brooking CBE (* 2. října 1948, Barking) je bývalý anglický fotbalista.
Hrál záložníka za West Ham United FC. Byl na ME 1980 a MS 1982.

## Hráčská kariéra
Trevor Brooking hrál záložníka za West Ham United FC. Vyhrál s ním 2× FA Cup a v roce 1976 byli ve finále Poháru vítězů pohárů proti Anderlechtu. V roce 1978 ale spadli na 3 roky do 2. ligy.
V reprezentaci hrál 47 zápasů a dal 5 gólů. Byl v ní i během 3letého působení West Hamu ve 2. lize. Byl na ME 1980 a MS 1982.

## Úspěchy

### Klub
West Ham
- FA Cup: 1975, 1980
- Finále Poháru vítězů pohárů: 1976